# Lee Chian-Hsiang
Lee Chian-Hsiang es un deportista taiwanés que compitió en taekwondo. Ganó una medalla de oro en el Campeonato Mundial de Taekwondo de 1987 y una medalla de oro en el Campeonato Asiático de Taekwondo de 1990.

## Palmarés internacional
| Representando a China Taipéi |                    |                |           |
| Campeonato Mundial           |                    |                |           |
| Año                          | Lugar              | Medalla        | Categoría |
| 1987                         | Barcelona (España) | Medalla de oro | –64 kg    |
| Campeonato Asiático          |                    |                |           |
| Año                          | Lugar              | Medalla        | Categoría |
| 1990                         | Taipéi (Taiwán)    | Medalla de oro | –64 kg    |